# Francesco Stocco
Francesco Stocco (né le 1er mars 1806 à Adami, frazione de la commune italienne de Decollatura, dans la province de Catanzaro, en Calabre et mort le 7 novembre 1880 à Nicastro) est un général italien, patriote de l'Unité italienne.

## Biographie
Francesco Stocco nait pendant le règne de Joseph Bonaparte, à Adami de Decollatura dans une famille aristocrate et pro-bourbon, il est tenu lors de son baptême par le futur roi François Ier des Deux-Siciles à Messine.
Il entre comme page à la cour des Bourbons de Naples et fréquente l'école de l'homme de lettres Basilio Puoti. Il se rapproche des idées révolutionnaires de Giuseppe Mazzini. En 1847, il est arrêté pour son hostilité au régime des Bourbons puis libéré en 1848. Il retourne, la même année, en Calabre, où il occupe une place de premier plan dans la révolution calabraise du printemps 1848 lors des affrontements sur les rives du fleuve Angitola. L'échec des émeutes calabraises et la répression qui s'ensuit le conduit à s'exiler d'abord à  Malte, puis, en 1850, dans le royaume de Sardaigne, à Gênes.
En 1860, il participe à l'expédition des Mille. Il débarque en Calabre où il organise le corps des volontaires garibaldiens de la Sila. Le 27 août 1860, il est nommé major général, peu avant le désarmement de l'armée des Bourbons du général Ghio à Soveria Mannelli (30 août 1860).
Après l'unité de l'Italie, il entre avec le grade de général dans l'armée régulière (1862) et commande la brigade Aosta. Mis en congés en 1863, il se retire dans sa ville natale.
Stocco fait partie de la commission créée en décembre 1861 pour rédiger la première liste des Mille qui débarquèrent à Marsala le 11 mai 1860. La commission se compose des généraux : Vincenzo Giordano Orsini (it), Francesco Stocco, Giovanni Acerbi, des colonels ; Giuseppe Dezza, Guglielmo Cenni (it), Benedetto Cairoli, Giorgio Manin (it), des majors  Luigi Miceli (it), Antonio Della Palù, Giulio Emanuele De Cretsckmann, Francesco Raffaele Curzio (it) et Davide Cesare Uziel (it), des capitaines Salvatore Calvino (it) et Achille Argentino. La commission délivre des permis afin de recevoir la médaille décernée par le Conseil municipal de Palerme le 21 juin 1860 pour ceux qui ont débarqué à Marsala. Un autre jury d'honneur réexamine les titres des membres de l'expédition et le Ministère de la guerre publie une nouvelle liste des Mille de Marsala, dans le bulletin 21 de l'année 1864. Sur cette base, la liste définitivement est établie après publication dans la Gazzetta ufficiale del Regno d'Italia du 12 novembre 1878 et les pensions de guerre accordées,.
Francesco Stocco est mort à Nicastro, où il a été enterré, le 8 novembre 1880, à l'âge de soixante-quatorze ans.

## Décorations
- Médaille commémorative des Mille de Marsala

Aux hommes courageux menés par Garibaldi
Palerme, 21 juin 1860

## Postérité
- Le conseil provincial de Catanzaro a érigé un monument en marbre de Carrare, œuvre du sculpteur Giuseppe Scerbo inauguré  le 20 septembre 1898.
- Pendant la Première Guerre mondiale, pour honorer sa mémoire, la Marine royale italienne a construit un destroyer baptisé Francesco Stocco[1].

## Source de la traduction
- (it) Cet article est partiellement ou en totalité issu de l’article de Wikipédia en italien intitulé « Francesco Stocco » (voir la liste des auteurs).